# Городница (приток Уши)
Городница — река в Белоруссии, протекает по территории Несвижского района Минской области, левый приток реки Уша. Длина реки — 11 км, площадь водосборного бассейна — 24 км².
Исток реки находится около деревни Кохановичи в 15 км к юго-западу от центра города Несвиж. Генеральное направление течения — северо-восток, течёт в пределах Копыльской гряды. В течение 9,1 км канализовано (от северо-восточной окраины села Малоеды до устья), в среднем течении принимает сток из сети мелиоративных каналов. В результате мелиорации устьевой часть реки получила новое русло. В верховье у деревни Малоеды создан рыбоводческий пруд (площадь 0,16 км²).
Именованных притоков нет. Вблизи Городницы располагаются деревни Малоеды, Козлы и Оношки. Впадает в Ушу у деревни Еськовичи.